# Bandera Trigarante
La Bandera Trigarante o la Bandera de las Tres Garantías del Ejército Trigarante es considerada como la primera bandera nacional oficial. Fue la bandera de las fuerzas armadas realistas e insurgentes que se unieron bajo el llamado Plan de Iguala y fue obra del autor de la Independencia mexicana Agustín de Iturbide, confeccionada en la ciudad de Iguala por el sastre José Magdaleno Ocampo en el año de 1821, en lo que Iturbide llamó «el primer año de soberanía».

## Descripción
Esta bandera que aún se conserva, es rectangular y se formaba por tres franjas de igual grosor que la cruzan diagonalmente, cada franja tiene uno y se ordenan de izquierda a derecha y abajo hacia arriba de la forma siguiente, el blanco, verde y rojo; con una estrella de oro de seis picos en cada franja diagonal, siendo un total de tres estrellas doradas.

## Historia
La bandera Siera de la Sierra de Zongolica, en Veracruz, fue la primera bandera tricolor en representar el verde, blanco y rojo, mucho antes de la aparición de la Bandera Trigarante, se cree que los colores está inspirados en un ave llamada trogón acollarado, que tiene el macho en sus plumas los colores verdes, blanco y rojo y que posteriormente, se utilizaron para confeccionar a la bandera del ejército Trigarante, por orden de Agustín de Iturbide.

Este ejército, al ser el resultado de la unión de todas las fuerzas armadas mexicanas, necesitaba una bandera que expresara este hecho heroico de la independencia nacional en 1821. El caso había sido previsto, y así, el día señalado para la promulgación del plan, José Magdaleno Ocampo, un sastre encargado de confeccionarla, entregó a Iturbide la bandera tricolor, cuyos elementos esenciales permanecen en la actual.

Bandera del Imperio de Iturbide
Bandera con estrellas de 5 puntas

La bandera Trigarante, durante el plan de Iguala, estaba dividida por tres barras diagonales y no verticales, y en el centro de cada banda había una estrella dorada de ocho puntas. Estas tres estrellas estaban colocadas diagonalmente, pero en sentido inverso al de las barras. Era, pues, aquella, una bandera que significaba unión y armonía. La primera franja, empezando por la parte superior, era blanca y simbolizaba la pureza de la religión católica, principio activo de unidad nacional; la segunda era verde y simbolizaba el ideal de independencia política de México, no solo con relación a España, sino también de toda otra nación; la tercera era roja y representaba el ideal de la unión entre los indígenas, mestizos, criollos y españoles residentes en México y, en general, entre cuantos constituían la población mexicana; las estrellas representaban las tres garantías y la voluntad de cumplirlas.

## Variantes

### Bandera Trigarante del imperio de Iturbide
Esta bandera que aún se conserva es cuadrada y se formaba por tres franjas de igual grosor que la cruzan diagonalmente, cada franja tiene un y se ordenan de izquierda a derecha y abajo hacia arriba de la forma siguiente, el blanco, verde y rojo, con una estrella de seis picos cada una de los colores verde, rojo y blanco en las franjas ya indicadas, al centro tiene un óvalo de color blanco con una corona imperial a cuyo alrededor se pueden leer las palabras en mayúsculas, «RELIGIÓN, YNDEPEND, UNIÓN, REGIMIENTO YNFANTERIA» (sic).

Bandera Trigarante.

## La bandera trigarante en otros diseños

Bandera de México
Bandera de las Compañías Militares de Tabasco
Bandera de Yucatán

## Otras referencias
1. ↑  Cable, Educación (2005). «LA BANDERA DE IGUALA (1821) siglo XIX». Mexico Distrito Federal. Consultado el 27 de noviembre de 2023.
2. ↑  Cable, Educación (2005). «BANDERA TRIGARANTE (1821) siglo XIX». Mexico Distrito Federal. Consultado el 27 de noviembre de 2023.
3. ↑  «http://www.mexicodesconocido.com.mx/historia-de-la-bandera-de-mexico-1-parte.html». Consultado el 2 de abril de 2017.